# Ассистивные технологии
Ассистивные технологии — это общий термин, используемый для обозначения всей ассистивной продукции и связанных с ней систем и услуг. А именно, технические средства и программные решения, разработанные для людей с ограниченными возможностями здоровья с целью повышения их независимости, мобильности, коммуникации и качества жизни. Они компенсируют функциональные ограничения, улучшают доступ к информации, облегчают выполнение повседневных задач и способствуют социальной интеграции.

## Потребность в ассистивных технологиях
По данным СВС, более 28% человек во всём мире живут с той или иной формой инвалидности. Из них, более миллиарда нуждаются в ассистивных технологиях, но лишь 10% имеют к ним доступ. В развитых странах этот показатель выше благодаря государственным программам и страховой поддержке, тогда как в регионах с низкими доходами доступность остаётся крайне низкой.
В России, по официальным данным, инвалидность зарегистрирована у 11,2 млн. человек.
Ограниченные возможности включают широкий спектр состояний: от врождённых нарушений до приобретённых в результате травм, заболеваний или возрастных изменений. В России, свыше 46 млн. человек страдают нарушениями зрения, 13 млн. — потерей слуха, а более 19 млн. нуждаются в инвалидных креслах или других средствах передвижения. Когнитивные нарушения, включая деменцию и расстройства аутистического спектра, затрагивают десятки миллионов людей, увеличивая спрос на вспомогательные технологии в сфере коммуникации и ухода. Стремительное старение населения также усиливает потребность в адаптивных решениях, таких как устройства для мониторинга здоровья, экзоскелеты и интеллектуальные системы поддержки автономности пожилых людей.

## Классификация ассистивных технологий
Ассистивные технологии охватывают широкий спектр решений, направленных на исправление функциональных нарушений, формирование автономности и адаптацию среды.
Их можно разделить на следующие основные категории:

### Коррекция сенсорных нарушений
- Зрение
  - Оптические устройства: очки, контактные линзы.
  - Импланты: искусственные хрусталики, интраокулярные линзы, бионическая сетчатка.
  - Тифлотехника: видеоувеличители, брайлевские дисплеи и принтеры, тактильные карты.
  - Средства ориентирования: умные трости, тактильная плитка, аудиомаяки.
  - Тренажёры для коррекции зрения и нейрореабилитации.
- Слух
  - Слуховые аппараты с адаптивной настройкой.
  - Кохлеарные импланты.
  - Системы автоматического перевода жестового языка.
  - Сурдотехника: вибрационные будильники, индукционные петли, FM-системы.

### Когнитивные и коммуникативные технологии
- Программы и приложения для поддержки памяти, обучения и реабилитации когнитивных функций.
- Нейрореабилитация с применением адаптивных интерфейсов.
- Неинвазивные голосообразующие аппараты.
- Средства альтернативной коммуникации (AAC), включая синтезаторы речи и устройства управления взглядом.

### Поддержка мобильности и двигательных функций
- Протезы и ортезы с адаптивным управлением.
- Экзоскелеты для восстановления двигательной активности.
- Средства передвижения: кресла-коляски (механические, электрические, с нейроуправлением).
- Оборудование для реабилитации моторики и восстановления двигательных функций.

### Адаптация среды и повышение автономности
- Инклюзивная среда: адаптированные рабочие и образовательные пространства.
- Умные дома: голосовое управление бытовыми приборами, автоматические двери, подъемники.
- Роботизированные ассистенты: помощники для людей с ограниченной подвижностью.
- Средства навигации: тактильные указатели, аудиоинфоэкраны, AR/VR-навигация.
- Доступный спорт и досуг: адаптивный инвентарь, тренажеры для лиц с ограниченными возможностями.

### Мониторинг здоровья и социальных потребностей
- Системы отслеживания показателей здоровья, эмоционального состояния, местоположения.
- Платформы для поиска персонала по уходу на дому.
- Адаптированные предметы быта: эргономичная мебель, специальная одежда и посуда.

### B2B-решения для организаций социальной защиты
- CRM-системы и платформы для управления данными клиентов, документооборота, выдачи пособий.
- Инструменты превентивного выявления социальных проблем.
- Антифрод-системы для предотвращения мошенничества в сфере социальной помощи.
- Виртуальные ассистенты и чат-боты для консультаций.

Ассистивные технологии могут быть традиционными (широко распространёнными, например, инвалидные коляски, слуховые аппараты, брайлевские устройства) и новейшими (прорывными, такими как экзоскелеты, бионические протезы, AR/VR-реабилитация, системы звукового зрения и нейроинтерфейсы).

## Технологические принципы
Современные ассистивные технологии активно используют достижения в области искусственного интеллекта, машинного обучения, компьютерного зрения, обработки естественного языка и интернета вещей (IoT). Это позволяет создавать адаптивные решения, подстраивающиеся под индивидуальные особенности пользователей.
Примеры таких технологий:
- Системы предсказания ввода, ускоряющие набор текста и позволяющие людям с двигательными нарушениями эффективнее взаимодействовать с компьютером.
- Навигационные системы в реальном времени для незрячих пользователей, предоставляющие голосовые подсказки о препятствиях, маршрутах и объектах в окружении.
- Протезы нового поколения с датчиками, анализирующими электромиографические сигналы мышц, позволяя пользователям управлять движением конечностей с высокой точностью.
- Голосовые помощники и интеллектуальные ассистенты, облегчающие выполнение повседневных задач людям с когнитивными или двигательными нарушениями.

## Законодательное регулирование и стандарты
Во многих странах ассистивные технологии регулируются законодательством, направленным на обеспечение равного доступа к информации и услугам. К ключевым нормативным документам относятся:
- Americans with Disabilities Act (ADA) — законодательство США, требующее доступности физических и цифровых объектов для людей с инвалидностью.
- Web Content Accessibility Guidelines (WCAG) — международные стандарты, определяющие требования к доступности веб-контента.
- Раздел 508 Закона о реабилитации США — устанавливает стандарты доступности для информационных технологий в государственных учреждениях.
- Европейский акт о доступности (EAA) — регулирует доступность товаров и услуг на территории ЕС.

Многие страны внедряют национальные стандарты, адаптируя международные требования к своим правовым системам.

## Экономический и социальный эффект
Ассистивные технологии способствуют не только улучшению качества жизни людей с ограниченными возможностями, но и их интеграции в общество и рынок труда. Развитие этой отрасли позволяет:
- Снизить барьеры в образовании, предоставляя доступные учебные материалы и технологии обучения.
- Расширить возможности трудоустройства, адаптируя рабочие места и автоматизируя процессы.
- Уменьшить нагрузку на социальные службы, повышая автономность людей с инвалидностью.

Согласно данным Всемирной организации здравоохранения (ВОЗ), к 2050 году более 2 миллиардов человек будут нуждаться в различных видах ассистивных технологий. Это подчёркивает важность их развития и распространения.

## Рынок ассистивных технологий
Мировой рынок ассистивных технологий медленно, но стабильно растет. Ожидается, что с 2022 года его объем будет увеличиваться на 6,6% ежегодно и составит $43,5 млрд к 2028 году. Однако из-за низкой платежеспособности большей части целевой аудитории рынок остается коммерчески непривлекательным.
Доступный объем рынка в России оценивается в 193,7 млрд руб., что составляет чуть более 20% потенциального объема. Импортные товары занимают почти три четверти доступного рынка.